# Leiarholmen
Ne doit pas être confondu avec Leiarholmen (Fitjar).
Leiarholmen est une île norvégienne dans le comté de Hordaland. Elle appartient administrativement à Austevoll.

## Géographie
Rocheuse et couverte d'une légère végétation, elle s'étend sur environ 102 m de longueur pour une largeur approximative de 63 m. 